# Mercury Mystique
Mercury Mystique – samochód osobowy klasy średniej produkowany pod amerykańską marką Mercury w latach 1994 – 2000.

## Historia i opis modelu

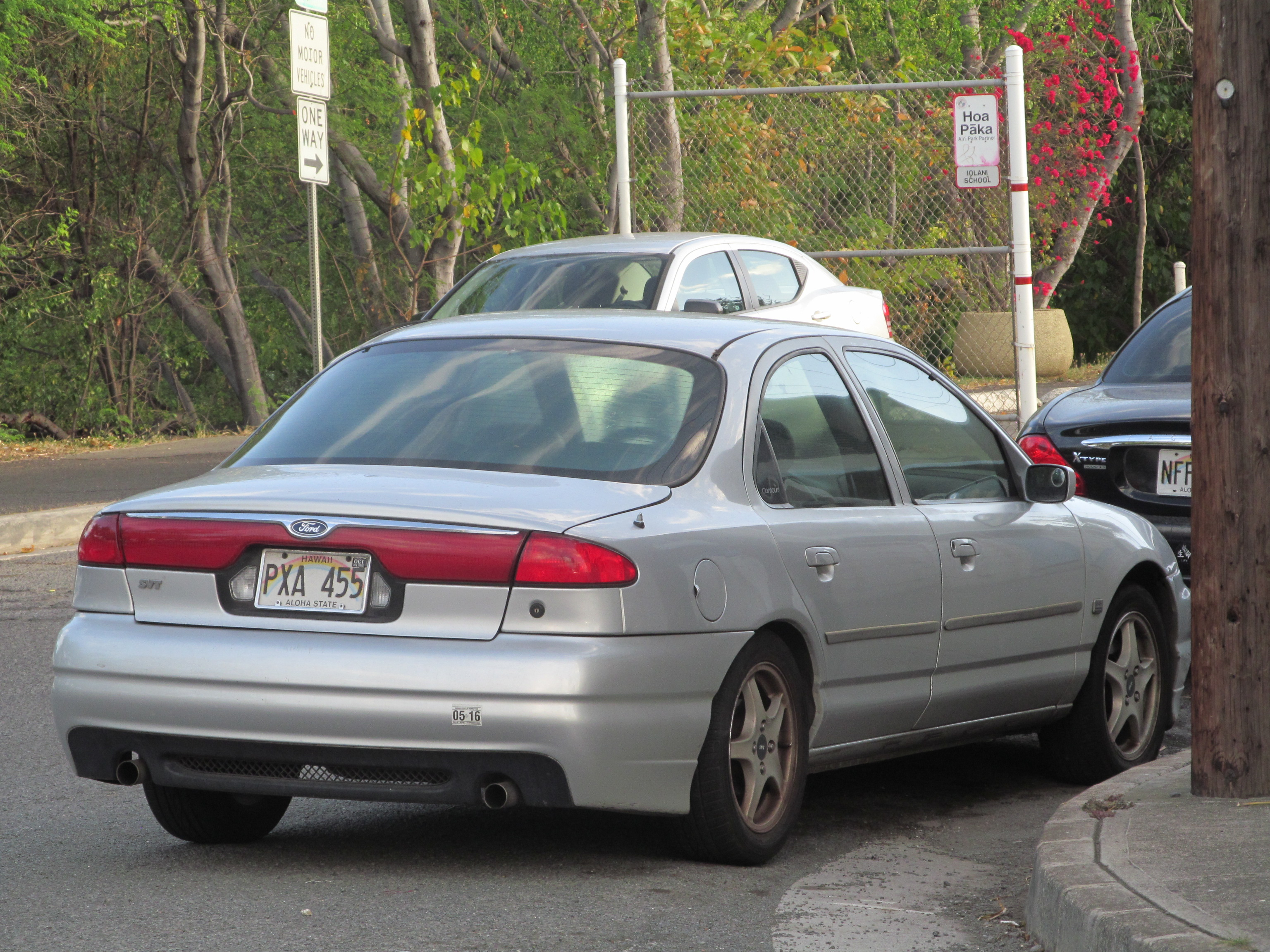
Mercury Mystique - tył

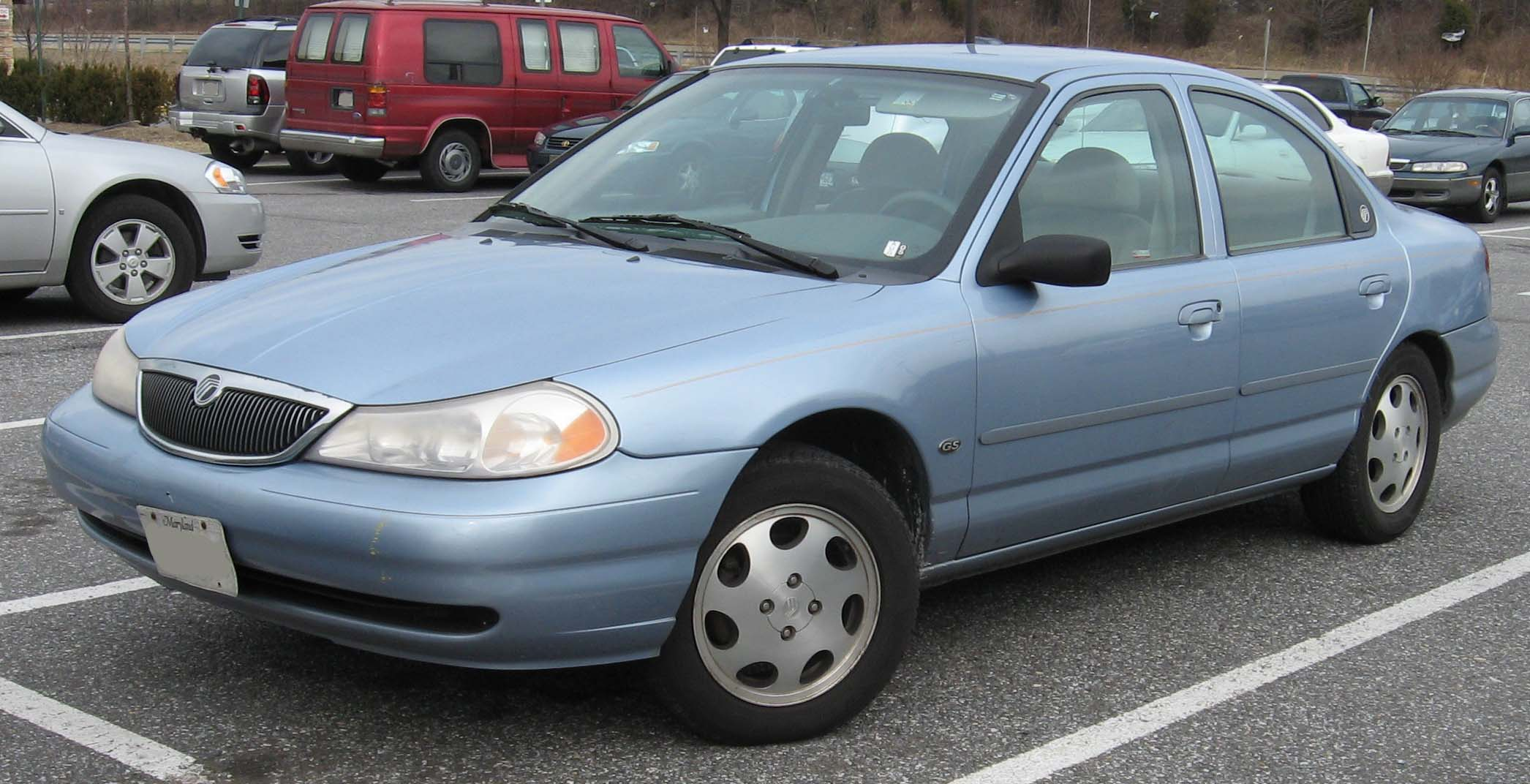
Mercury Mystique po liftingu

Mystique zastąpiło w ofercie marki model Topaz i powstało jako biźniacza, bardziej luksusowa odmiana Forda Contour, czyli amerykańskiej odmiany Forda Mondeo. 
Był to pojazd przednionapędowy. Jego napęd stanowiły silniki benzynowe R4 o pojemności 2,0 l i mocy 125 KM (w późniejszych latach: 130 KM) lub V6 o pojemności 2,5 l i mocy 170 KM. Mystique dostępny był w wersjach z 5-biegową manualną skrzynią biegów lub 4-biegową automatyczną.

### Lifting
W 1998 roku samochód przeszedł gruntowną modernizację, w ramach której pojawiły się nowe, bardziej krągłe reflektory, przemodelowane tylne lampy i zmodyfikowane zderzaki. Modernizacja miała upodobnić Mystique do innych, oferowanych wówczas, samochodów Mercury.

### Recenzje i sprzedaż
W latach 1995–1997 samochód rokrocznie pojawiał się na liście 10 najlepszych samochodów według magazynu Car and Driver. Nie zdobył on jednak dużej popularności ze względu na niewielkie, jak na swoją klasę, wymiary. Szczególnie krytykowana była niewielka ilość miejsca dla pasażerów z tyłu pojazdu. Wprowadzona do sprzedaży w 1998 roku wersja po faceliftingu, poza zmianami kosmetycznymi, została wydłużona o 3 cm w celu poprawy komfortu jazdy.
W 1999 roku w Stanach Zjednoczonych sprzedanych zostało 39 531 egzemplarzy modelu Mystique, a w ostatnim, 2000 – 16 208.

### Silniki
- L4 2.0l Zetec
- V6 2.5l Duratec
- V6 2.5l Duratec SVT